# Gheorghe Marinescu

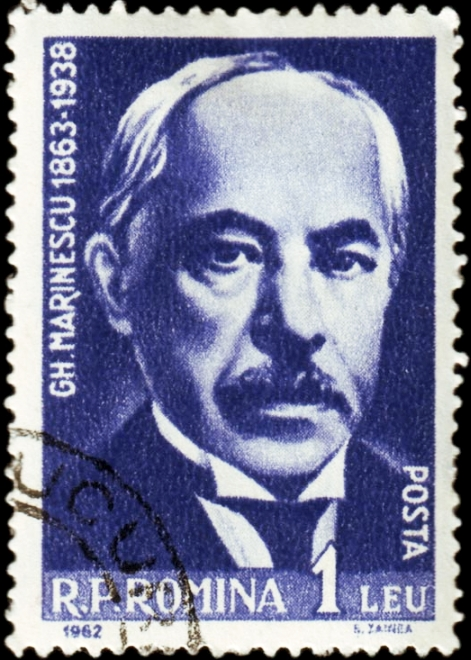
Gheorghe Marinescu na rumuńskim znaczku pocztowym

Gheorghe Marinescu (Georges Marinesco, ur. 28 lutego 1863 w Bukareszcie, zm. 15 maja 1938 tamże) – rumuński neurolog, twórca rumuńskiej szkoły neurologii.

## Życiorys
Marinescu studiował medycynę na Uniwersytecie w Bukareszcie. Następnie pracował jako preparator w Instytucie Histologicznym szpitala Brâncoveanu i jako asystent w Instytucie Bakteriologicznym u Victora Babeșa. Dzięki jego rekomendacji wyjechał do Paryża i uczył się neurologii u Jeana-Martina Charcota w Szpitalu Salpêtrière, gdzie poznał Pierre'a Mariego, Józefa Babińskiego i Fulgence Raymonda. Później pracował też z Carlem Weigertem we Frankfurcie i Emilem du Bois-Reymondem w Berlinie. Po dziesięciu latach, w 1897 powrócił do Bukaresztu i otrzymał doktorat. Na Uniwersytecie w Bukareszcie utworzono wówczas katedrę neurologii, którą powierzono Marinesce. Przez następne 41 lat wypełniał obowiązki akademickie, godząc je z pracą naukową. Jego uczniami byli Anghel Radovici, Ion Minea, State Draganesco, Arthur Kreindler, Oscar Sager, Constantin Parhon, Nicolae Ionescu-Sisesti, Ion T. Niculescu.
Podobizna Marinescu znajdowała się na rumuńskim znaczku pocztowym.
Marinescu publikował poezje pod pseudonimem George Dinizvor.

## Dorobek naukowy
W 1892 razem z Blocqiem przedstawił jeden z pierwszych opisów blaszek starczych. W 1933 opisał nowy typ guza zarodkowego móżdżku, który nazwał medullomyoblastoma. Sina, chłodna i obrzęknięta ręka – objaw spotykany w jamistości rdzenia – określana jest niekiedy jako "ręka Marinescu". W 1931 opisał zespół wad wrodzonych, znany dziś jako zespół Marinescu-Sjögrena. W 1909 zdefiniował i wprowadził do neuropatologii termin neuronofagii.

## Wybrane prace
- Eremia, Marinescu. Despre anevrismal aorte abdominale. Spitalul 6, ss. 464-469 (1886)
- Babes, Marinescu. Cercetari asupra septicemiilor emoragice. Spitalul 8, ss. 453 i 9, ss. 68 (1888)
- Marinescu G, Blocq PO. Sur l'anatomie pathologique de la maladie de Friedreich. Compt. rend. Soc. de biol. (1890)
- Marinescu G, Blocq PO. Sur la morphologie des faisceaux neuro-musculaires.
- Sur les poliomyélites et les polinévrites.
- Marinescu G, Babès V, Blocq PO. Atlas der pathologischen Histologie des Nervensystems. Berlin, Hirschwald, 1892.
- Sur les lesions et la pathogenie de l'epilepsie dite essentiale.
- Marinescu G, Blocq P. La Semaine médicale 12, ss. 445-446 (1892)
- Marinescu G, Souques A-A. Dégéneration ascendante de la moelle. 1895.
- Théorie des neurones. 1895.
- Màna suculenta si atrofia musculara in syringomielie. Romania med. 5 (1897)
- Contributie la studiul hemiplegie infantile. Spitalul 22, ss. 421-425 (1902)
- La cellule nerveuse. 2 vol., Paris, 1909.
- Maladies des muscles W: Ballet-Gilbert (ed.): Traité de médecine. Paris, 1910
- Marinesco G, Radovici A. Sur un reflexe cutane nouveau: le reflexe palmo-mentonnier. Rev Neurol 27, s. 237–240 (1920)
- Troubles trophiques - Rhumatisme chronique. W: Georges Henri Roger, Georges Fernand Isidore Widal, Pierre Teissier, ed.: Nouveau traité de médecine. 22 vol., Paris, 1927
- Nouvelles recherches sur les plaques seniles. L’Encephale 8, s. 697–723 (1928)
- Marinesco G, Draganescu S, Vasiliu D. Nouvelle maladie familiale caracterisee par une cataracte congenitale et un arret du developement somato-neuro-psychique. L’Encephale 26, s. 97–109 (1931)